# تيتوس فان رين
 تيتوس فان رين (22 سبتمبر 1641 - 4 سبتمبر 1668) كان الطفل الرابع والوحيد الذي بقى على قيد الحياة من ريمبراندت هارمنسون فان رين وساسكيا فان ايلنبورغ. من المعروف أن تيتوس كان رمزاً ومثالاً في رسومات و أشعار والداه.

## حياته
ولد تيتوس فان رين في أمستردام بتاريخ 22 سبتمبر 1641، كان الطفل الرابع من الفنان الشهير رامبرانت فان رين وزوجته ساسكيا فان ايلنبورغ. بعد إفلاس رامبرانت في عام 1656، تم تعين تيتوس وزوجة والدة هندريكج ستوفيلز كالأشخاص المسؤولين عن شؤون رامبرانت وبدأ كل منهما في بيع أعمال رامبرانت الفنية.

## زواجه
في 1668، تزوج تيتوس ماغدالينا فان لو (1641-1669). وكان والدها جان فان لو، صائغ فضة. عاش الزوجان في منزل أم ماغدالينا على قناة سنجل. كان لديهم ابنة واحدة، تيتيا (1669-1715).

## وصلات خارجية
- Amsterdam City Archive